# Christophorus
Pour l’article homonyme, voir Christophorus Records.
 (novembre 2012).
Si vous disposez d'ouvrages ou d'articles de référence ou si vous connaissez des sites web de qualité traitant du thème abordé ici, merci de compléter l'article en donnant les références utiles à sa vérifiabilité et en les liant à la section « Notes et références ».
Christophorus est le magazine officiel du constructeur automobile allemand Porsche AG. Publié depuis 1952, c'est actuellement un bimestriel publié en 9 langues :
- Allemand
- Anglais
- Français
- Italien
- Espagnol
- Russe
- Chinois
- Japonais
- Coréen

Cette publication n'est pas disponible en kiosque, mais uniquement par abonnement annuel auprès de l'éditeur. Tous les membres d'un Club Porsche officiel reçoivent aussi Christophorus.

## Origine
Le magazine est mis sur pied en 1951 par le journaliste/pilote Richard von Frankenberg et le photographe/designer Erich Strenger (qui dessina aussi la plupart des posters historiques Porsche). Le numéro 1 est publié officiellement en juillet 1952, uniquement en allemand et tiré à 4,500 exemplaires.
La publication est traduite en anglais dès le numéro 18, et ne cesse de croitre depuis.

## Ligne éditoriale
Véritable vitrine de la marque, Christophorus n'a pas vocation à présenter un avis objectif sur les automobiles Porsche. Contrairement à un magazine automobile classique, aucun retour n'est effectué sur la fiabilité, les coûts d'entretien et d'utilisation, etc. Les articles sont axés autour de ces thèmes :
- Présentation des nouveaux modèles
- Récits de voyages en Porsche
- Revue technique des nouveautés (moteurs, suspensions, feinage, etc).
- Activités compétition de l'usine et de ses clients.

Depuis sa création, le magazine apporte une attention toute particulière à l'esthétique et l'aspect graphique des reportages.
Un aperçu des articles des 10 dernières années est disponible gratuitement en PDF sur le site Internet de la publication.

## Historique du nom
Il se réfère à Christophe de Lycie, Saint Patron des voyageurs. Voici une réponse provenant du service presse de la marque en 2007 :
thanks for your question about the name of our Customer Magazine Christophorus.
Here is the story behind it: Christophorus, the official magazine for Porsche owners and enthusiasts, has remained true to its mission since racecar driver and journalist Richard von Frankenberg and graphic artist Erich Strenger founded it in 1952. For nearly 50 years, Christophorus has offered Porsche drivers and fans a spiritual home and considers itself a primary ambassador, mediator and communicator between Porsche and its worldwide customers. Christophorus is both a fascination and information medium.
Von Frankenberg aptly named the magazine after Christophorus – the legendary carrier of the Christ child and the patron saint of all drivers – when he created the first issue for the more than 1,000 Porsche owners around the world. Today, more than 260,000 copies of Christophorus are distributed worldwide in six different languages. The magazine is published six times a year (every other month beginning with January) and is distributed the last week of the month.
We hope this information was what you were looking for!